# Epepeotes commixtus
Epepeotes commixtus là một loài bọ cánh cứng trong họ Cerambycidae.